# Tupolew ANT-2
Die Tupolew ANT-2 (russisch Туполев АНТ-2) war das erste sowjetische Flugzeug in Ganzmetallbauweise. Entworfen und gebaut wurde sie von Andrei Tupolew, dessen Entwicklungsgruppe damals noch dem ZAGI angehörte.

## Geschichte
Am 26. Mai 1924 startete Nikolai Iwanowitsch Petrow mit dem Prototyp zum Erstflug. Die Maschine ließ sich schwer steuern und das Flugverhalten war etwas instabil, weswegen im Verlaufe der Erprobung das Leitwerk vergrößert werden musste. Obwohl die ANT-2 aufgrund der allgemeinen Aluminium- und Motorenknappheit in der UdSSR nicht in Serie gebaut wurde, war sie doch ein Meilenstein in der Verwendung neuartiger Materialien im sowjetischen Flugzeugbau.
Das Flugzeug kann im Museum der russischen Luftstreitkräfte in Monino besichtigt werden.

## Konstruktion
Das Flugzeug war ein freitragender Schulterdecker mit dreieckigem Rumpfquerschnitt. Ähnlich den deutschen Junkers-Konstruktionen besaß sie eine Beplankung aus Wellblech. Der dickprofilige Flügel besaß zwei Holme und 26 Gitterrippen. Die ANT-2 konnte zwei Passagiere befördern, die sich im Rumpf gegenübersaßen. Als Antrieb diente ein britischer Bristol Lucifer Motor mit 100 PS.

## Technische Daten

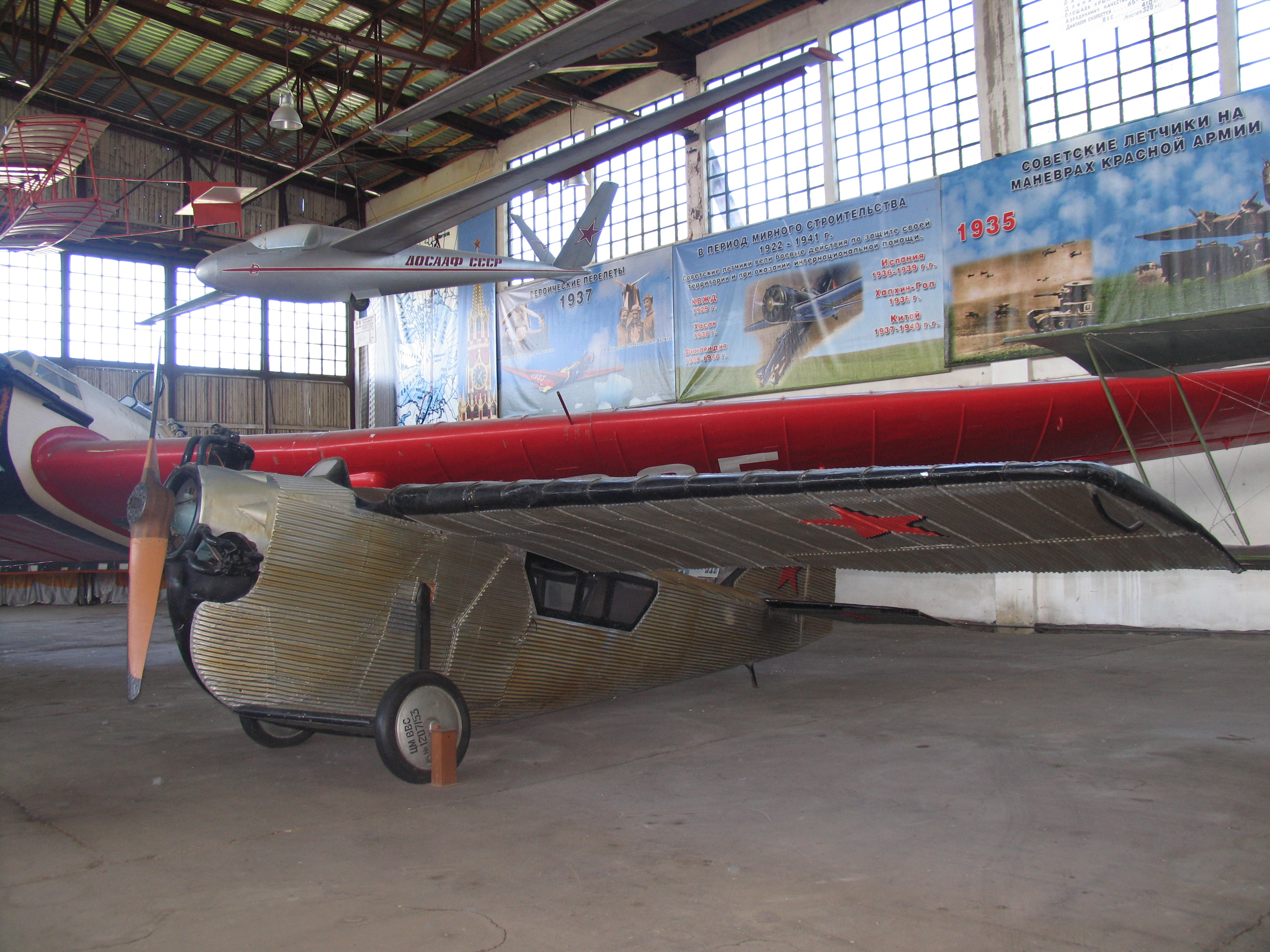
ANT-2 im Museum Monino

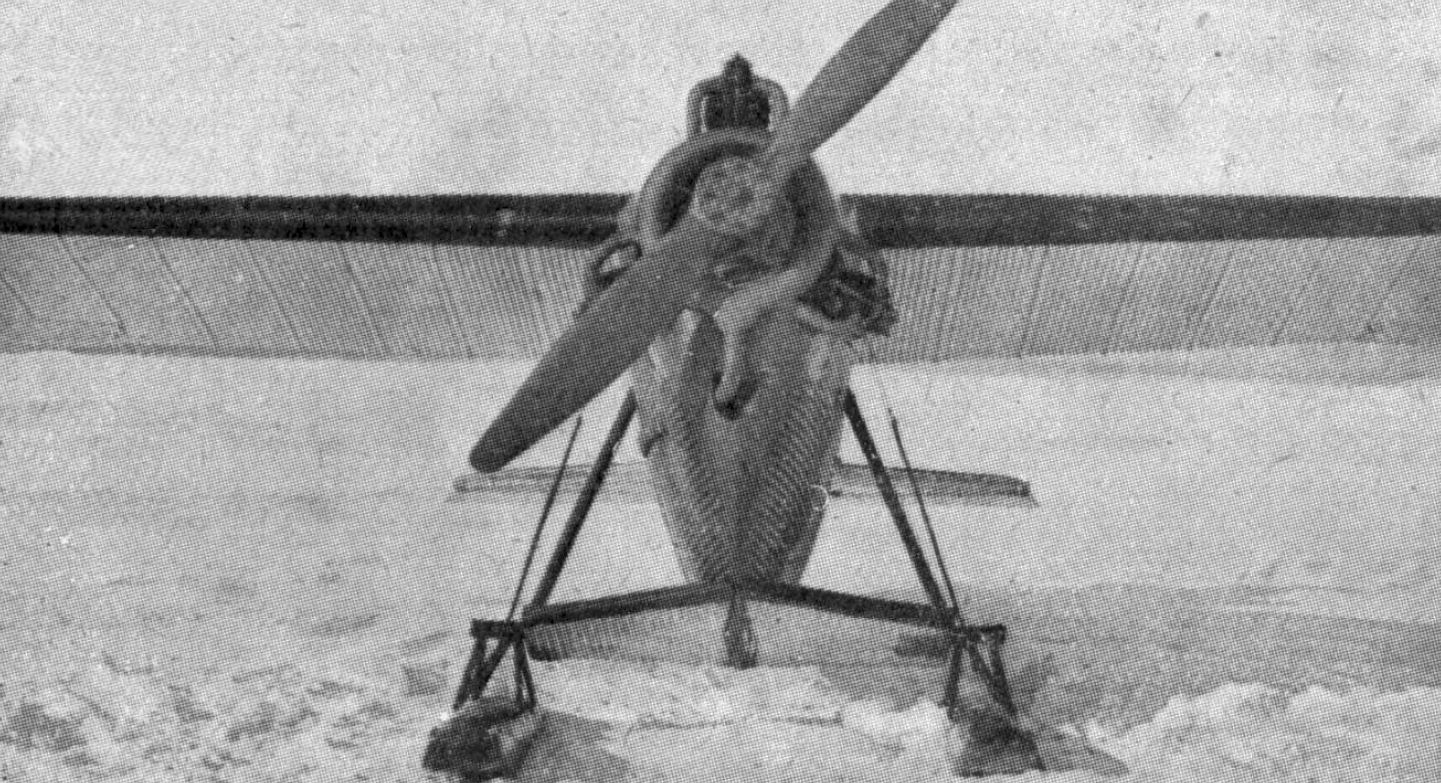
Frontansicht mit Skifahrwerk

| Kenngröße             | Daten                                                     |
| --------------------- | --------------------------------------------------------- |
| Besatzung             | 1                                                         |
| Passagiere            | 2                                                         |
| Länge                 | 7,60 m                                                    |
| Spannweite            | 10,45 m                                                   |
| Höhe                  | 2,12 m                                                    |
| Flügelfläche          | 17,50 m²                                                  |
| Leermasse             | 523 kg                                                    |
| Zuladung              | 313 kg                                                    |
| Startmasse            | 836 kg                                                    |
| Flächenbelastung      | 47,7 kg/m²                                                |
| Leistungsbelastung    | 8,36 kg/PS                                                |
| Triebwerk             | ein luftgekühlter 3-Zylinder-Sternmotor Bristol „Lucifer“ |
| Leistung              | 73 kW (ca. 100 PS)                                        |
| Höchstgeschwindigkeit | 170 km/h                                                  |
| Landegeschwindigkeit  | 78 km/h                                                   |
| Steigzeit             | 8,5 min auf 1000 m 48 min auf 3000 m                      |
| Steigleistung         | 2,4 m/s                                                   |
| Gipfelhöhe            | 3000 m                                                    |
| Reichweite            | 425 km                                                    |